# Maurice Briault
Le père Maurice Briault (1874 - 1953) est un écrivain français.

## Biographie
Missionnaire au Gabon et africaniste, prêtre du Saint-Esprit, il publie de nombreux ouvrages sur l’Afrique, dont Sur les pistes de l’A.E.F. (Paris, éd. Alsatia, 1945). Le Gabon, le Congo français et belge et d'autres régions de l'Afrique équatoriale sont évoqués dans cet ouvrage sur l'exploration de ces contrées. Une section est dédiée aux Pygmées.
L’Académie française lui décerne le prix Montyon en 1928 et 1946.